# 愛染恭子
愛染恭子（日語：あいぞめ きょうこ、1958年2月9日—），舊藝名為青山 涼子（あおやま りょうこ），為日本情色電影導演、前情色女星、前AV女優，出身於千葉縣野田市。

## 簡介
奶奶是加拿大人，所以其擁有1/4的加拿大血統。
於東京都的立忍岡高等學校畢業後，就從事活動模特兒的工作。
1975年，以藝名青山涼子在粉紅色電影《痴漢地下鐵》首次出演，此後陸續演出近20部的粉紅色電影。
1981年，被日本導演武智鐵二相中，找她演出《白日夢》的主角，而此片更造成當時日本社會的轟動及話題，「愛染恭子」這個藝名就在當時所改的。
1983年1月，在大阪府的劇場中從事脫衣舞表演時被警方以公然猥褻罪的現行犯罪名逮捕，並處於5萬日圓的罰金，同年7月在橫濱也以同樣罪名被逮捕。
1984年，拍攝成人錄影帶《The 生存》的處女喪失，接受了處女膜再生手術而再度成為話題。之後便開始從事成人錄影帶的演出。
1994年4月，從AV界引退，並開始從事AV界的周邊事務。
2007年4月24日，因虐打中學3年級的姪女而被以傷害罪的嫌疑犯逮捕，再度成為新聞人物。
2010年3月，拍攝完團鬼六原著的三級片《奴隸島》之後便宣布正式引退。
2010年9月，恰逢MOODYZ的十週年，片商為她製作了一部引退作。

## 外部連結
- 愛染恭子的X（前Twitter）
- Alice Japan - 愛染恭子 （页面存档备份，存于）